# Высокое (город)
Высо́кое (бел. Высокае) — город в Каменецком районе Брестской области Беларуси, в 40 км от Каменца, в 3 км от железнодорожной станции Высоко-Литовск (линия Брест — Белосток (Польша)). Является самым западным городом страны.
Численность населения — 4 941 человек (на 1 января 2025 года).

## География
Вблизи города Высокое расположена крайняя западная точка Беларуси.

## История
Город Высокое впервые упоминается в летописях в XIV веке под названием Высокий Город. Позже он стал более известен как Высоко-Литовск. Это название сохранялось вплоть до 1939 г.
Высокое сформировалось на высоком левом берегу реки Пульвы, притоке Западного Буга.
Наиболее вероятно, что городской детинец находился вблизи переправы через реку, в районе современных улиц Горького, Матросова, Комсомольской.
Здесь остановился державший путь на Русь князь Гедимин, залюбовавшись красотой утопавшего в зелени града на холмах, разделённых широкой, полноводной рекой Пульвой.
В 1494 г. Александр, сын Казимира, Великого князя Литовского, подарил городу Магдебургское право и герб с изображением на голубом фоне серебряной двухэтажной башни-брамы с двумя окошками, крытой черепицей.
Относился к великокняжеским, а затем частным владениям. В начале XVI в. Высокое принадлежало Яну Литтавору Хрептовичу и его жене Ядвиге Гольшанской. Принадлежал Иодковичам, великому князю, затем феодалам Хлевицким, Войнам. В 1647 г. имение вместе с деревнями Лумно, Статычи, Расно, Зубаче и Войновка купил у Лукаша Войны за 60 тыс. злотых гетман ВКЛ Павел Ян Сапега: с этого времени начинается новый период в жизни города и его жителей, связанный в немалой степени со строительством и существованием высоковского замка. Место для замка было выбрано на правом берегу реки Пульвы при впадении в него ручья. Наиболее укреплённой частью замка была въездная брама, фланкированная по сторонам треугольными бастионами. К расположенному в юго-западной стороне двору примыкал регулярный парк. Замок сильно пострадал во время русско-польской войны 1654—1667 годов и Северной войны 1700—1721 годов, но был восстановлен. Позже город перешёл к Потоцким.
Первый костёл в Высоком, по исторической легенде, был построен из дерева во времена Витовта. В 1603 году на средства Андрея Войны был возведён новый каменный костёл, освящённый в 1609 году луцким бискупом кс. Павлом Валуцким. За время своего существования Свято-Троицкий костёл многократно перестраивался: известно, что в 1735 году по инициативе Михаила Сапеги был произведён большой ремонт костельного здания, повлёкший значительное изменение его облика.
Кирпичный, построенный в стиле барокко, Высоковский костёл является одним из самых прекрасных храмов Брестского Полесья. В 1671 г. город Высокое получил привилей на «вечную» ярмарку, которая дала дополнительные средства на восстановительные работы в замке и городе после окончания войны и способствовала экономическому развитию городского хозяйства. В XVI—XVIII веках высоковские мастера ткали широко известные ковры и полотно.
В XVII веке сформировалась планировочная структура центральной части города, была образована первая регулярная торговая площадь, на которой, вероятнее всего, возвели городскую ратушу. Вблизи площади была построена церковь, первоначально деревянная, а с 1860-х годов — каменная.
В 1785 г. Александр Сапега основал в Высоком монастырь с костёлом ордена Бонифратров. При монастыре был открыт госпиталь на 20 человек, который продолжал существовать даже после закрытия монастыря.
Известно, что в 1775 г. по дороге в своё имение Волчин в Высоком останавливался последний польский король Станислав Август Понятовский.
С 1795 г. Высокое в составе Пруссии, с 1807 г. в Российской империи — местечко Брестского уезда Гродненской губернии. В конце XIX века здесь был построен дворец.
В 1897 г. в местечке 3434 жителя, 370 домов, работала канатная фабрика, кожевенный и свечной заводы, 2 маслобойни, 3 школы. По большим праздникам здесь проводились ярмарки, на которые съезжались купцы из многих ближних и дальних мест покупать лошадей, крупный рогатый скот, свиней.
В 1914 г. в Высоком 3800 жителей, 12 мелких предприятий (32 рабочих). До первой мировой войны Высокое славилось тем, что здесь разводили голландскую породу коров, за что на сельскохозяйственных выставках их владельцы неоднократно получали призы.
В 1915—18 гг. Высокое оккупировано войсками кайзеровской Германии, в 1919—20 гг. — Польши.
В 1919 г. Мария Потоцкая передала имение вместе с городом своему сыну Якубу Потоцкому — последнему частному владельцу Высокого, владевшему им до 1939 года.
В августе 1920 г. установлена Советская власть, в конце августа Высокое вновь занят Польшей. По Рижскому мирному договору 1921 г. город отошёл к Польше и входил в Брестский повят Полесского воеводства. Действовал подпольный райком КПЗБ.
В сентябре 1939 года занят Красной Армией и вместе с западными областями Белоруссии присоединен к БССР. В 1939 г. в городе 6,1 тыс. жителей. В 1940—1962 гг. центр Высоковского района.
23 июня 1941 года оккупирован немецко-фашистскими захватчиками, которые в городе и районе уничтожили 1297 человек. Действовал подпольный райком ЛКСМБ (декабрь 1943—10.7.1944). Высокое освобождено 28.7.1944 г. воинами 54-й гвардейской (генерал-майор М. М. Данилов) и 152-й (полковник А. Т. Кузин) стрелковыми дивизиями 3-го гвардейского стрелкового корпуса 28-й армии 1-го Белорусского фронта в ходе Люблин-Брестской операции.
В 1959 г. насчитывалось 2,6 тыс. жителей. С 1962 года в Каменецком районе.

## Население
Численность населения — 4 941 человек (на 1 января 2025 года). По данным на 1 января 2024 года население города составило 4 913 человек. 
| Численность населения:                                                                          |
| Графики недоступны из-за технических проблем. См. информацию на Фабрикаторе и на mediawiki.org. |

| Национальный состав по переписи 1959 года | Национальный состав по переписи 1959 года | Национальный состав по переписи 1959 года | Национальный состав по переписи 1959 года | Национальный состав по переписи 1959 года | Национальный состав по переписи 1959 года | Национальный состав по переписи 1959 года | Национальный состав по переписи 1959 года | Национальный состав по переписи 1959 года |
| Всего (1959)                              | белорусы                                  | белорусы                                  | русские                                   | русские                                   | украинцы                                  | украинцы                                  | поляки                                    | поляки                                    |
| ----------------------------------------- | ----------------------------------------- | ----------------------------------------- | ----------------------------------------- | ----------------------------------------- | ----------------------------------------- | ----------------------------------------- | ----------------------------------------- | ----------------------------------------- |
| 2625                                      | 1766                                      | 67,28 %                                   | 652                                       | 24,84 %                                   | 96                                        | 3,66 %                                    | 87                                        | 3,31 %                                    |

## Образование
В городе действует Учреждение образования Высоковский государственный аграрный колледж.

## Культура
- Дом культуры
- Музей ГУО «Высоковская средняя школа»

## События и мероприятия
- В 2018 году прошёл областной фестиваль "Дажынкi"

## Достопримечательность
- Дворцово-парковый ансамбль Сапегов-Потоцких (1678—1680), Высоковский замок —  Историко-культурная ценность Республики Беларусь, шифр 112Г000337.
- Троицкий костёл (1603) —  Историко-культурная ценность Республики Беларусь, шифр 113Г000336.
- Часовня Святой Барбары —  Историко-культурная ценность Республики Беларусь, шифр 113Г000035.
- Крестовоздвиженская церковь (1869) —  Историко-культурная ценность Республики Беларусь, шифр 113Г000339.
- Бывший монастырь бонифратов (1785), ул. Социалистическая, 3 —  Историко-культурная ценность Республики Беларусь, шифр 113Г000034.

## Галерея

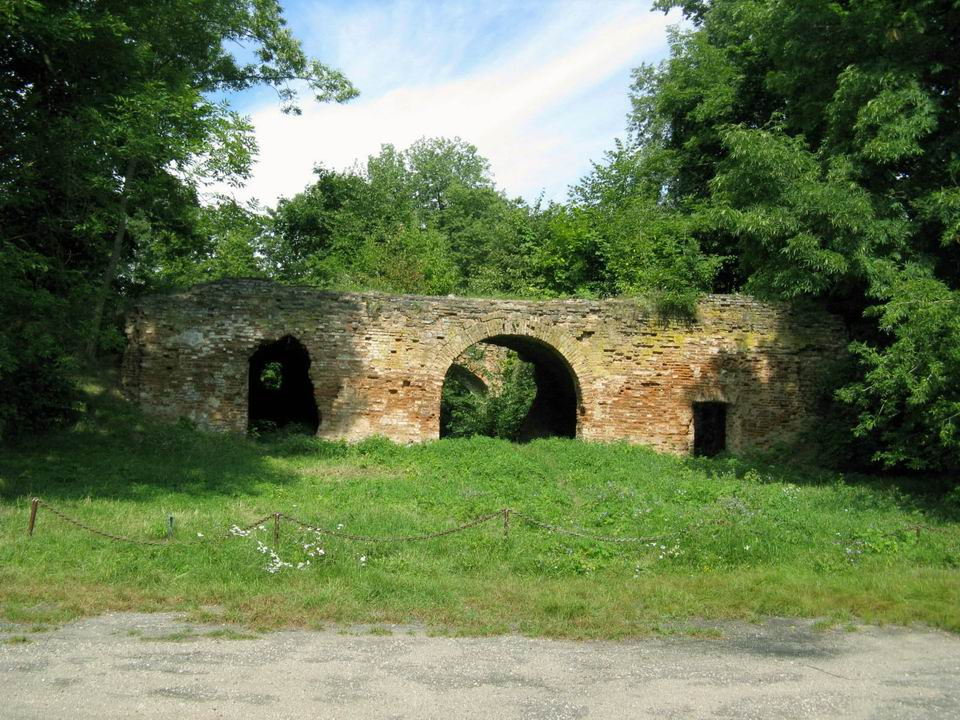
Замок Сапегов
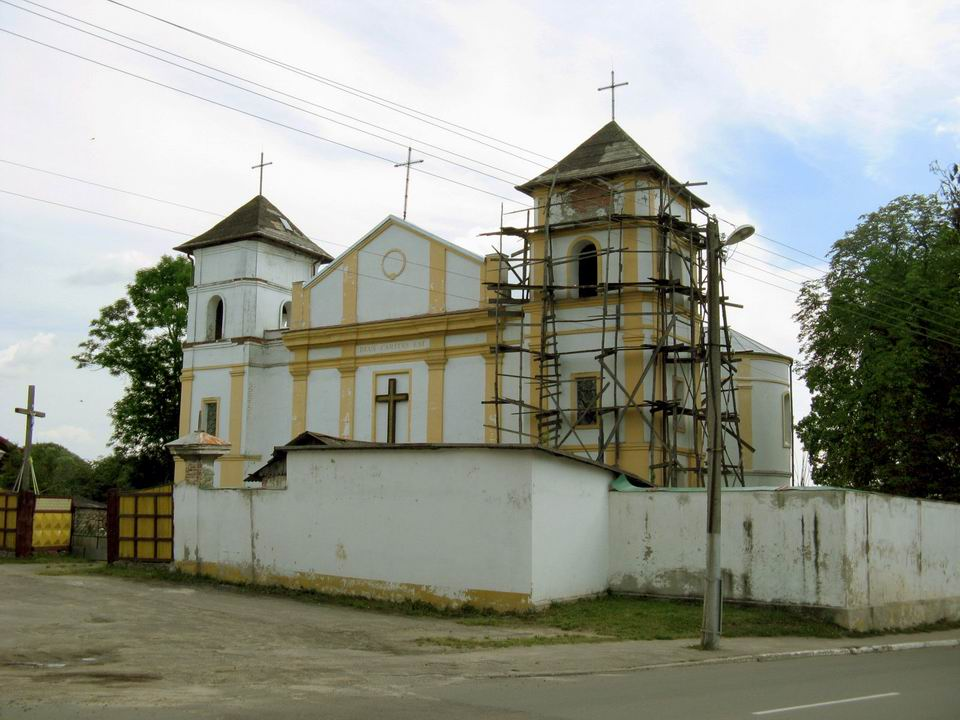
Троицкий костёл
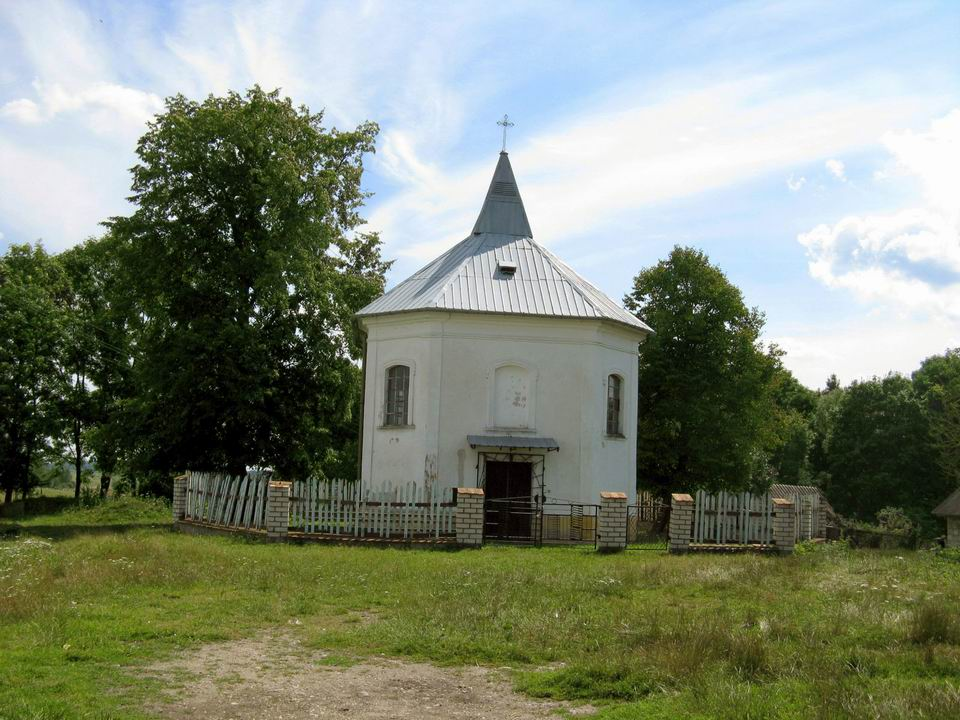
Часовня Святой Варвары
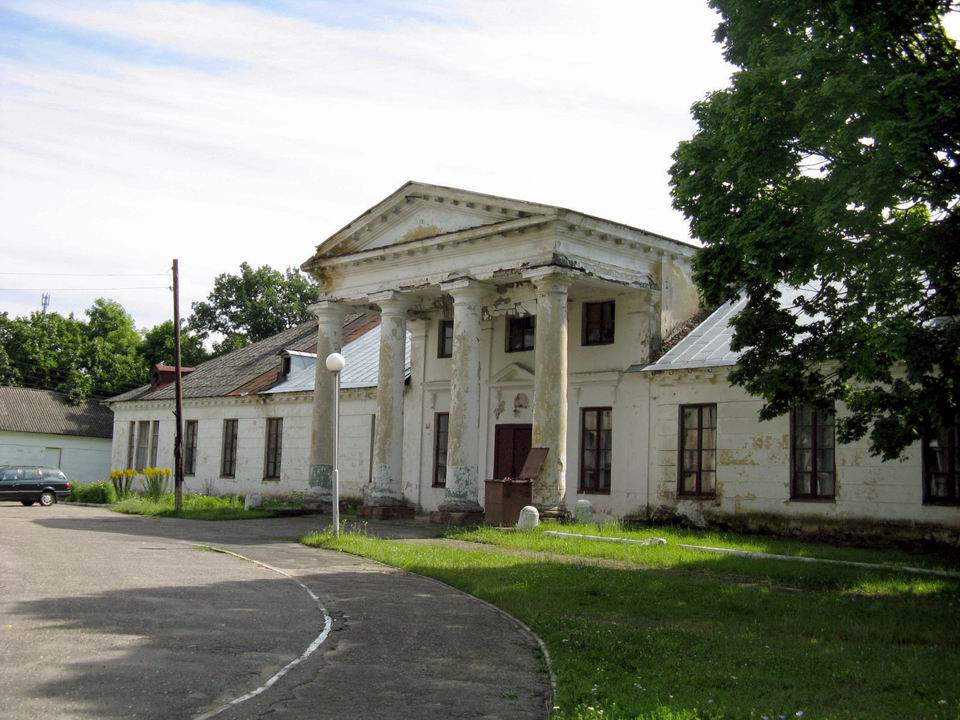
Дворец Потоцких
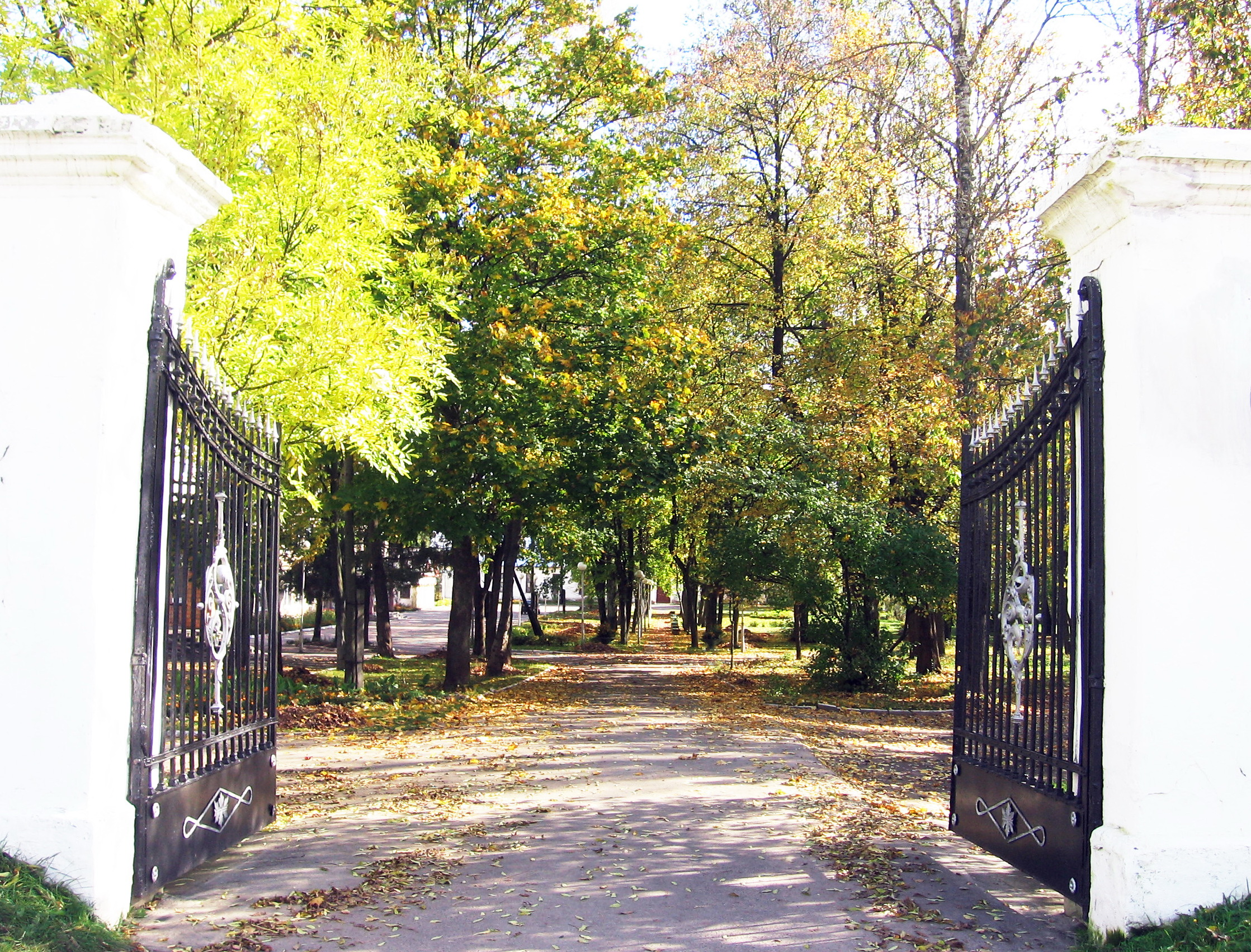
Фрагменты Дворцово-паркового ансамбля
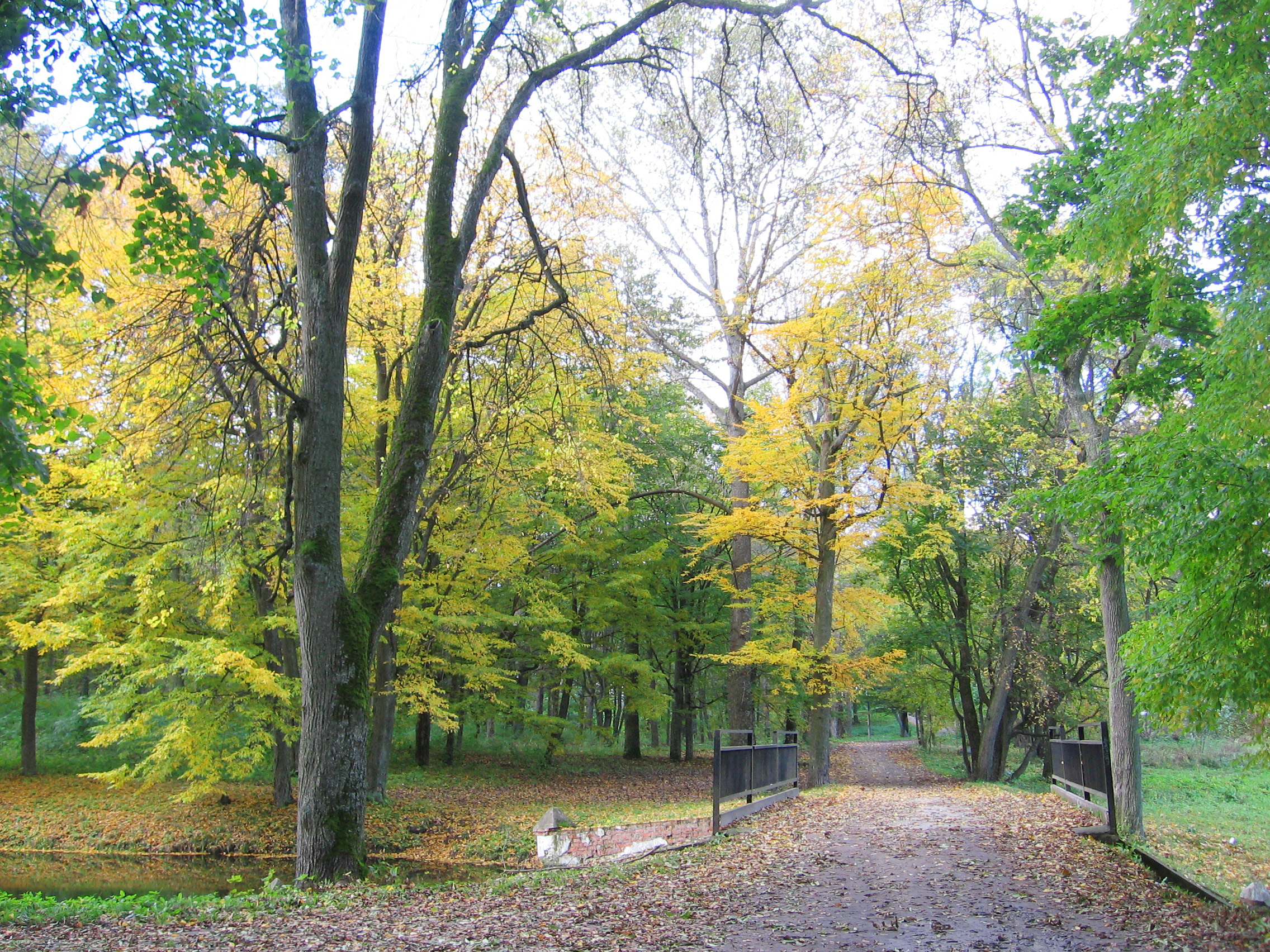
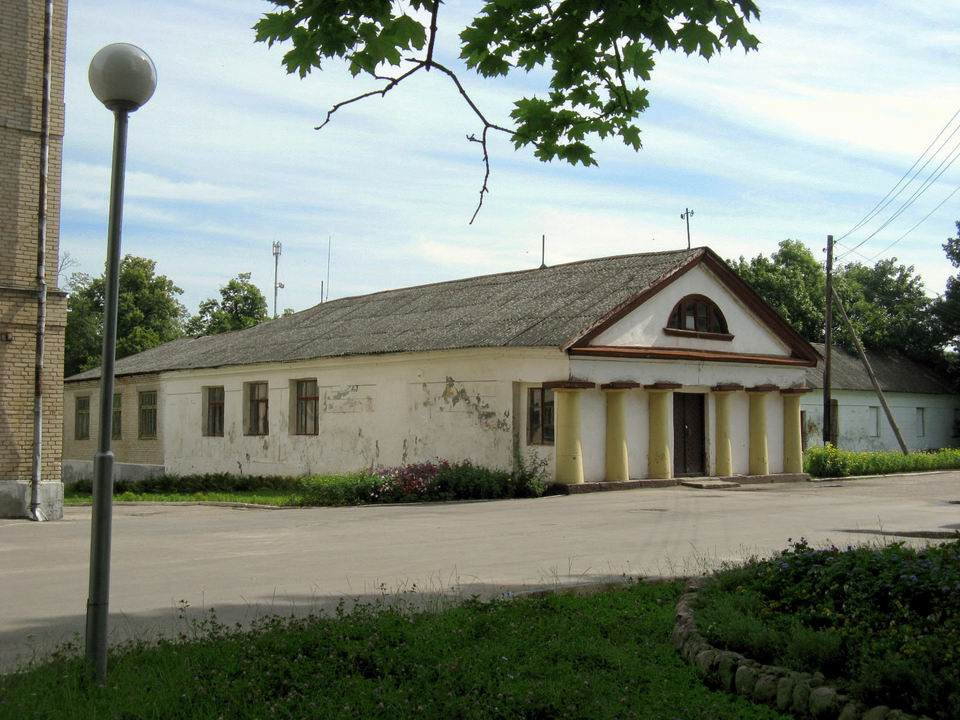
Дворец, флигель
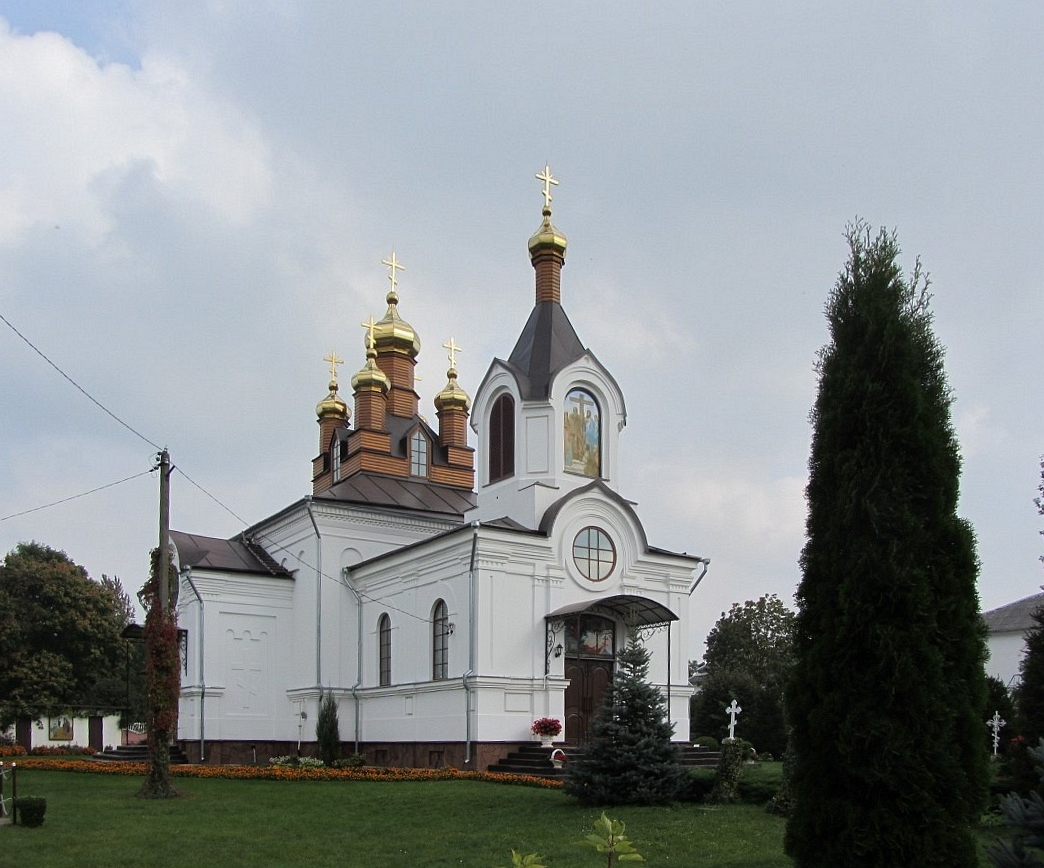
Крестовоздвиженская церковь
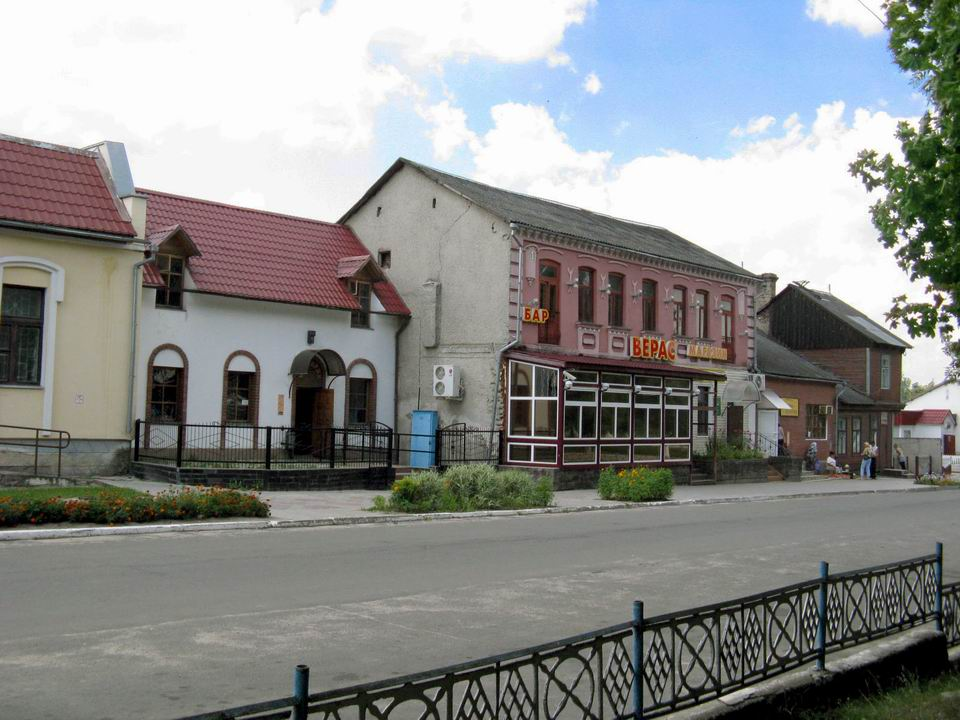
В центре города
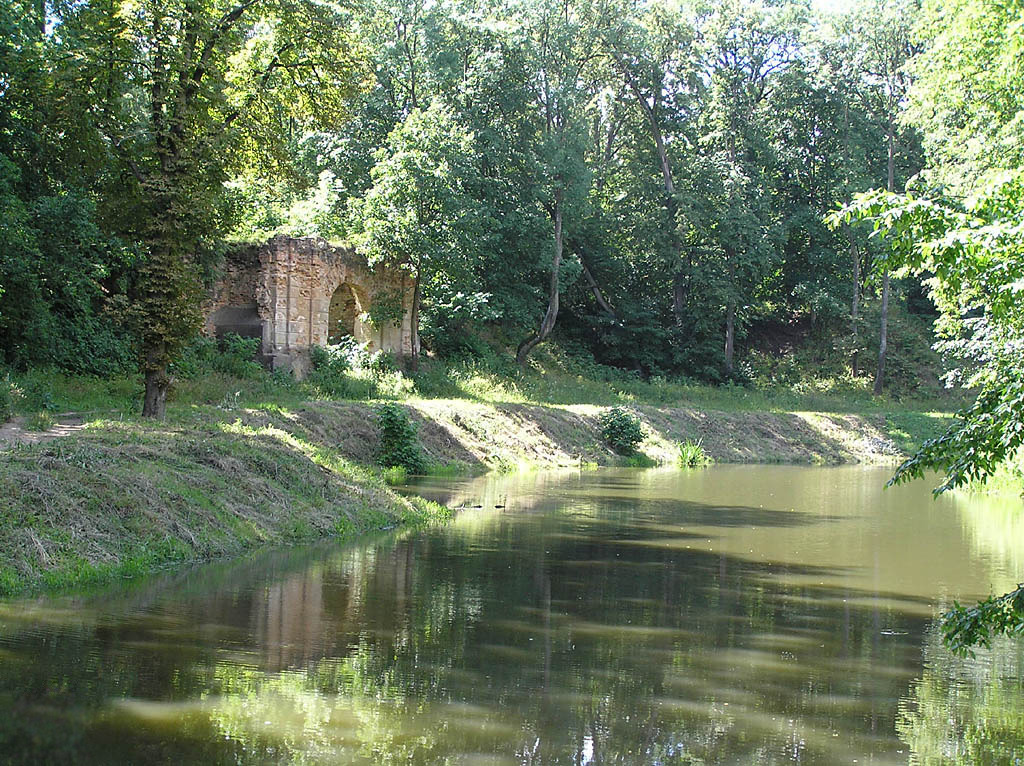
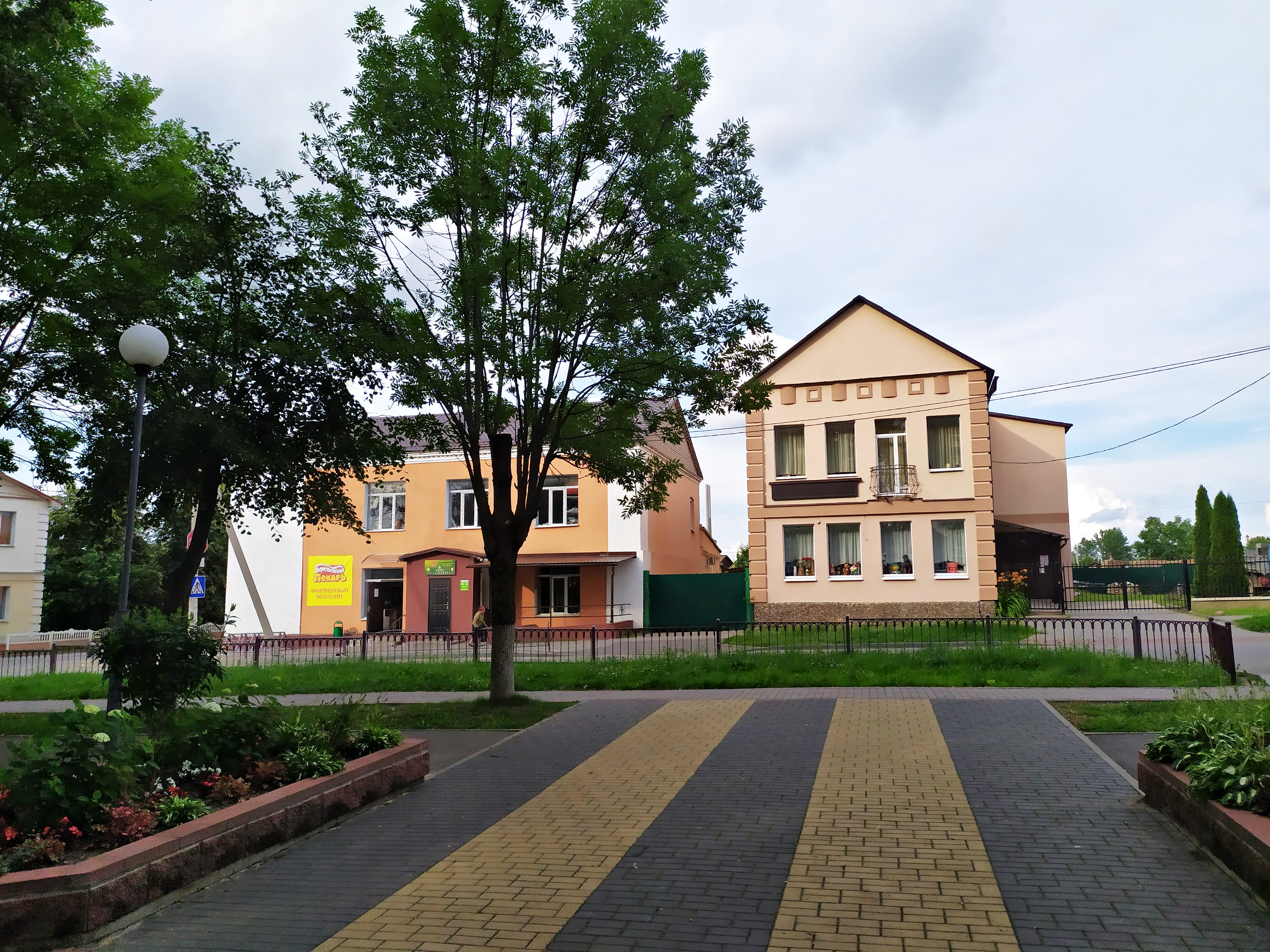
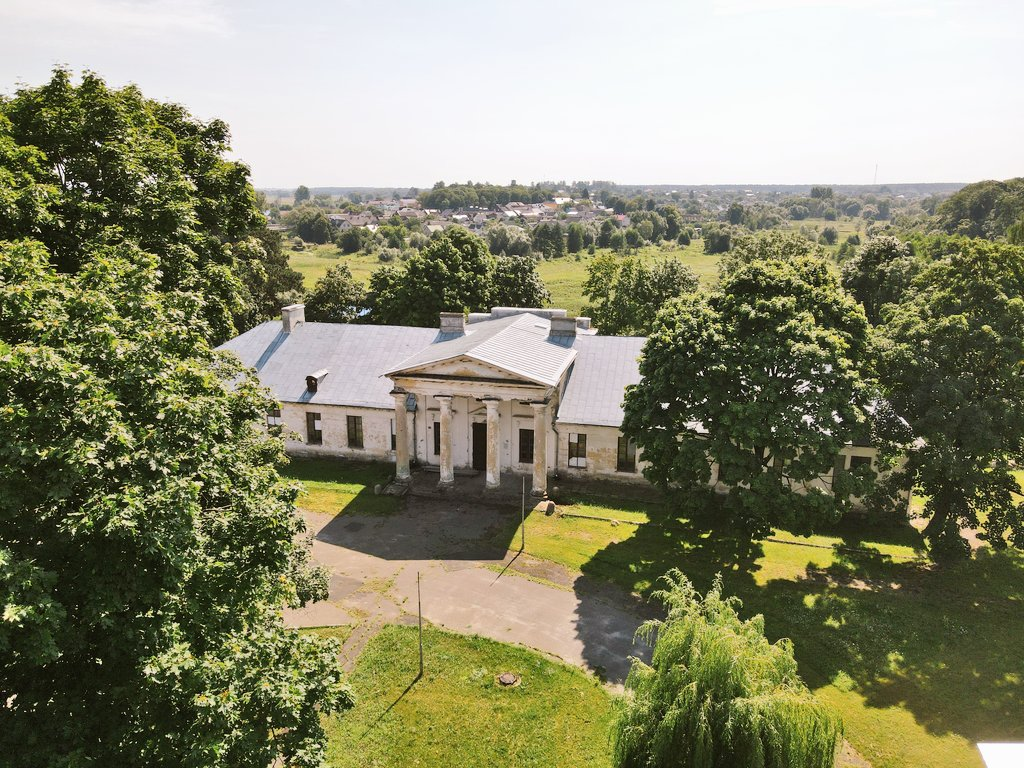